# English Electric P.5 Kingston
L'English Electric P.5 Kingston était un hydravion biplan bimoteur britannique de reconnaissance et lutte anti-sous-marine des années 1920, conçu par le constructeur English Electric.
Quand la compagnie English Electric fut formée en 1918 à partir de plusieurs autres compagnies, la Phoenix Dynamo Manufacturing Company (en) amena avec elle les deux prototypes d'hydravions de reconnaissance Phoenix P.5 Cork. Redessiné, le Cork prit le nom d'English Electric P.5 Kingston, avec une commande de production pour cinq appareils.

## Conception et développement

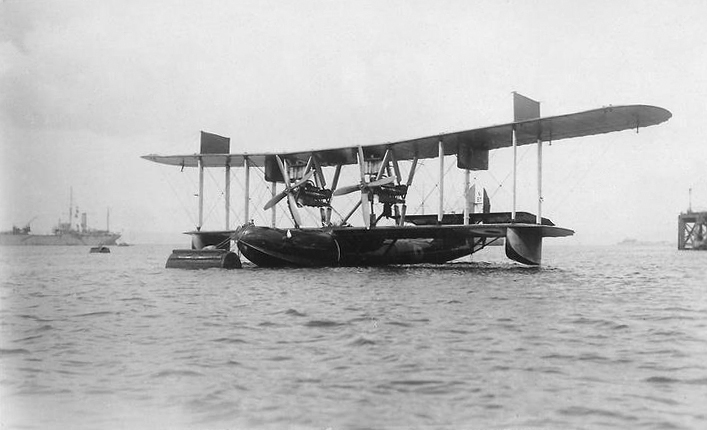
Phoenix P.5 Cork MII (N.87), avec la coque « ».

En 1922, William Oke Manning (en) dirigea une équipe de concepteurs pour produire un hydravion de patrouille maritime et de lutte anti-sous-marine, correspondant à la spécification 23/23 du Ministère de l'Air britannique (Air Ministry). Ils basèrent leur concept sur celui du Cork et l'avion qui en résulta était similaire, mais sa coque était aux derniers standards. Le Kingston disposait également de flotteurs d'extrémité d'ailes redessinés, d'ailerons d'aile supérieure allongés, et de Gouvernes de queue plus grandes que celles du Cork.
En janvier 1923, le Ministère de l'Air passa un contrat avec English Electric pour la construction d'un prototype. Cet avion fut construit à Preston, puis déplacé par la route jusqu'à Lytham pour y effectuer des essais en vol. Après avoir subi une inspection par le ministère le 12 mai 1924, l'avion, recevant le numéro de série N168, fut lancé dans l'estuaire Ribble le 22 mai. Après vingt minutes d'essais divers sur l'eau, il fut lancé pour effectuer son premier vol. La tentative fut plutôt décevante, car au moment de déjauger, le N168 s'arrêta brusquement « au milieu d'un nuage de projections » et commença à couler. L'équipage fut projeté hors de l'avion et celui-ci s'enfonça dans l'eau, mais resta finalement à flot posé sur ses ailes. Pendant que l'équipage était récupéré, l'avion fut tracté par un remorqueur puis hissé au sec sur un chariot de manutention. L'appareil fut ensuite vidé puis rebouché, et fut renvoyé dans l'eau par un autre remorqueur dans la soirée. Ce ne fut pas pour autant la fin des ennuis, car un fort courant vint frapper la jetée pendant le remorquage, et l'avion dut retourner à nouveau sur la terre ferme. Il retourna à la cale de la compagnie le jour suivant. L'enquête menée ensuite conclut que l'hydravion avait percuté une épave ou des débris flottants.

## Histoire opérationnelle

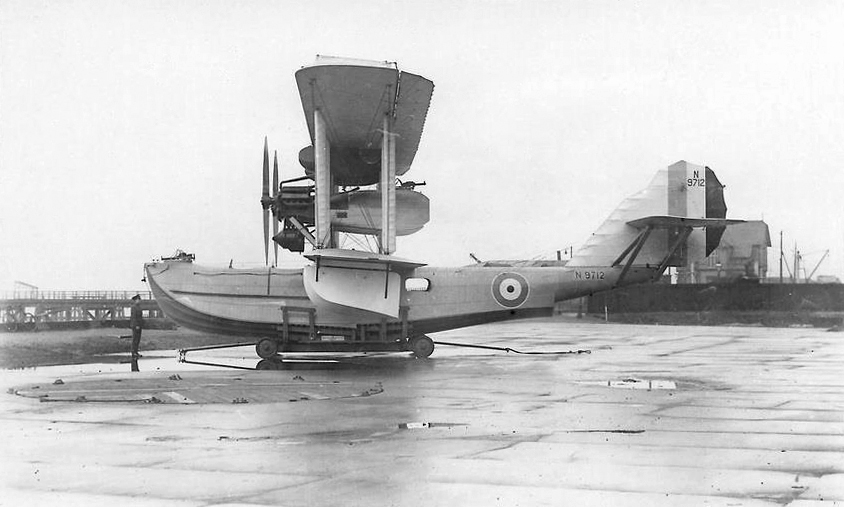
Kingston Mk.II (N.9712), à Felixstowe. Notez l'emplacement assez inhabituel des postes de mitrailleurs arrière, installés dans les nacelles des moteurs.

Malgré ces déconvenues, le Ministère de l'Air commanda quatre hydravions supplémentaires, qui furent désignés Kingston Mk.I. Le premier Mk.I (N9709) fut prêt quelques mois plus tard, seuls quelques modifications ayant été apportées au prototype qui avait vécu une journée difficile en mai. Il reçut une poutre légèrement agrandie et des hélices bipales. L'appareil fut livré par voie ferrée au Marine Aircraft Experimental Establishment (en) à Felixstowe, en novembre 1924, pour y effectuer des tests d'acceptation. Bien qu'il répondait aux attentes de conception et de manœuvrabilité, il ne répondait pas aux besoins de navigabilité du ministère. Le N9709 subit des modifications pour être amélioré, comprenant des hélices quadripales. Le 25 mai 1925, juste après le décollage, les moteurs quittèrent leurs nacelles et la structure des ailes céda, causant l'apparition de fissures dans la coque. L'avion flotta et l'équipage parvint a le quitter indemne.
Le second Kingston Mk.I, le N9710, vola pour la première fois le 13 novembre 1925 à Lytham, puis vola jusqu'à la base de Calshot pour y effectuer des essais en service, en parallèle avec le troisième exemplaire, le N9711. Le quatrième hydravion, le N9712, fut démantelé et sa coque fut envoyée au Royal Aircraft Establishment (RAE), sur l'aérodrome de Farnborough, pour y subir des tests. Ce quatrième avion refit surface à Lytham avec une nouvelle coque métallique en duralumin, et devint le seul exemplaire du Kingston Mk.II. Testé en vol à Felixstowe, il échoua, et vers 1930 sa coque fut elle aussi envoyée à Farnborough pour y subir des tests.
Le dernier appareil construit, le N9713, avait une coque complètement redessinée, mais était revenu à la construction en bois, et était connu sous la désignation de Kingston Mk.III. Bien que plus réussi que les exemplaires précédents, le Mk.III fut conservé par le MAEE pour des travaux expérimentaux et quelquefois pour le transport d'équipes. Il était prévu de produire une version à coque en métal du Mk.III, mais le jour ou le Mk.III quitta Lytham pour Felixstowe, en 1926, la compagnie ferma complètement son département aviation,. Celui-ci ne fut pas rouvert avant 1944, à la suite d'attribution de divers contrats de sous-traitance pendant la Seconde Guerre mondiale.

## Versions
- Kingston Mk.I : Première version, conçue à partir du prototype P.5 Cork ayant subi de légères modifications, dont l'installation d'hélices bipales. Il reçut plus tard des hélices quadripales ;
- Kingston Mk.II : Deuxième version, dérivée du Mk.I mais dotée d'une coque métallique ;
- Kingston Mk.III : Dernière version, doté d'une coque totalement repensée mais revenant à la construction en bois.

## Utilisateurs
- Royaume-Uni :
  - Royal Air Force.